# Josep Maria López-Picó

Josep Maria López-Picó

Josep Maria López-Picó (n. 1886 - d. 1959) a fost un poet și editor catalan, unul dintre cei mai reprezentativi lirici catalani ai modernismului.
A scris poeme închinate universului exterior sau familiar, scrise într-un stil lapidar, dar a abordat și tematica meditativă, religioasă.
A mai scris și studii critice și a editat Almanac de la poesia și La Revista.

## Scrieri
- 1911: Poemes del port ("Poemele portului")
- 1915: Epigramata
- 1917/1928: Moralitats i pretextos ("Moralități și pretexte")
- 1918: Escriptors estrangers contemporanis ("Scriitori străini contemporani")
- 1924: Cinc poemes ("Cinci poeme")
- 1925: Elegia ("Elegie")
- 1926: Invocació secular  ("Invocație seculară")
- 1931: Epitalami ("Epitalam")
- 1933: Asonancies i evasions ("Asonanțe și evaziuni").